# Brottning vid olympiska sommarspelen 2008
Brottning arrangerades vid olympiska sommarspelen 2008 mellan 12 och 21 augusti 2008 i Nongda-hallen. Tävlingarna bestod av två discipliner - fristil och grekisk-romersk stil. Däribland fanns olika viktklasser. I fristil tävlades det i sju klasser för herrar och fyra för damer. I grekisk-romersk stil tävlades det i sju klasser för herrarna. Herrarna deltog i båda disciplinerna och damerna bara i fristil.

## Tävlingarna
Totalt delades 18 guldmedaljer ut i följande viktklasser:

### Herrarnas viktklasser
Fristil och Grekisk-romersk stil:
- 55 kg
- 60 kg
- 66 kg
- 74 kg
- 84 kg
- 96 kg
- 120 kg

### Damernas viktklasser
Fristil:
- 48 kg
- 55 kg
- 63 kg
- 72 kg

## Medaljsummering
| Pl.    | Nation       | Guld | Silver | Brons | Totalt |
| ------ | ------------ | ---- | ------ | ----- | ------ |
| 1      | Ryssland     | 7    | 1      | 2     | 10     |
| 2      | Japan        | 2    | 3      | 1     | 6      |
| 3      | Georgien     | 2    | 1      | 1     | 4      |
| 4      | Kina         | 1    | 2      | 1     | 4      |
| 5      | Frankrike    | 1    | 0      | 2     | 3      |
| 5      | Kuba         | 1    | 0      | 2     | 3      |
| 5      | USA          | 1    | 0      | 2     | 3      |
| 8      | Kanada       | 1    | 0      | 1     | 2      |
| 8      | Turkiet      | 1    | 0      | 1     | 2      |
| 10     | Italien      | 1    | 0      | 0     | 1      |
| 11     | Bulgarien    | 0    | 1      | 3     | 4      |
| 11     | Ukraina      | 0    | 1      | 3     | 4      |
| 13     | Azerbajdzjan | 0    | 1      | 2     | 3      |
| 13     | Kazakstan    | 0    | 1      | 2     | 3      |
| 13     | Kirgizistan  | 0    | 1      | 2     | 3      |
| 16     | Belarus      | 0    | 1      | 1     | 2      |
| 17     | Litauen      | 0    | 1      | 0     | 1      |
| 17     | Slovakien    | 0    | 1      | 0     | 1      |
| 17     | Tadzjikistan | 0    | 1      | 0     | 1      |
| 17     | Tyskland     | 0    | 1      | 0     | 1      |
| 17     | Ungern       | 0    | 1      | 0     | 1      |
| 22     | Armenien     | 0    | 0      | 2     | 2      |
| 23     | Colombia     | 0    | 0      | 1     | 1      |
| 23     | Indien       | 0    | 0      | 1     | 1      |
| 23     | Iran         | 0    | 0      | 1     | 1      |
| 23     | Polen        | 0    | 0      | 1     | 1      |
| 23     | Rumänien     | 0    | 0      | 1     | 1      |
| 23     | Sydkorea     | 0    | 0      | 1     | 1      |
| 23     | Tjeckien     | 0    | 0      | 1     | 1      |
| Totalt | Totalt       | 18   | 18     | 35    | 71     |

## Medaljörer

### Fristil
Damer
| Viktklass              | Guld                | Silver                     | Brons                       |
| Flugvikt Detaljer...   | Carol Huynh Kanada  | Chiharu Ichō Japan         | Marija Stadnik Azerbajdzjan |
| Flugvikt Detaljer...   | Carol Huynh Kanada  | Chiharu Ichō Japan         | Iryna Merleni Ukraina       |
| Lättvikt Detaljer...   | Saori Yoshida Japan | Xu Li Kina                 | Tonya Verbeek Kanada        |
| Lättvikt Detaljer...   | Saori Yoshida Japan | Xu Li Kina                 | Jackeline Rentería Colombia |
| Mellanvikt Detaljer... | Kaori Icho Japan    | Aljona Kartasjova Ryssland | Jelena Sjalygina Kazakstan  |
| Mellanvikt Detaljer... | Kaori Icho Japan    | Aljona Kartasjova Ryssland | Randi Miller USA            |
| Tungvikt Detaljer...   | Wang Jiao Kina      | Stanka Zlateva Bulgarien   | Kyoko Hamaguchi Japan       |
| Tungvikt Detaljer...   | Wang Jiao Kina      | Stanka Zlateva Bulgarien   | Agnieszka Wieszczek Polen   |

Herrar
| Viktklass                 | Guld                          | Silver                         | Brons                          |
| Bantamvikt Detaljer...    | Henry Cejudo USA              | Tomohiro Matsunaga Japan       | Besik Kuduchov Ryssland        |
| Bantamvikt Detaljer...    | Henry Cejudo USA              | Tomohiro Matsunaga Japan       | Radoslav Velikov Bulgarien     |
| Fjädervikt Detaljer...    | Mavlet Batirov Ryssland       | Kenichi Yumoto Japan           | Morad Mohammadi Iran           |
| Fjädervikt Detaljer...    | Mavlet Batirov Ryssland       | Kenichi Yumoto Japan           | Bazar Bazargurujev Kirgizistan |
| Lättvikt Detaljer...      | Ramazan Şahin Turkiet         | Andrij Stadnik Ukraina         | Sushil Kumar Indien            |
| Lättvikt Detaljer...      | Ramazan Şahin Turkiet         | Andrij Stadnik Ukraina         | ' Otar Tusjisjvili Georgien    |
| Weltervikt Detaljer...    | Buvajsar Sajtijev Ryssland    | Murad Gajdarov Belarus         | Gheorghiță Ștefan Rumänien     |
| Weltervikt Detaljer...    | Buvajsar Sajtijev Ryssland    | Murad Gajdarov Belarus         | Kiril Terziev Bulgarien        |
| Mellanvikt Detaljer...    | Revazi Mindorasjvili Georgien | Jusup Abdusalomov Tadzjikistan | Taras Danko Ukraina            |
| Mellanvikt Detaljer...    | Revazi Mindorasjvili Georgien | Jusup Abdusalomov Tadzjikistan | Georgij Ketojev Ryssland       |
| Tungvikt Detaljer...      | Sjirvani Muradov Ryssland     | Giorgi Gogsjelidze Georgien    | Michel Batista Martínez Kuba   |
| Tungvikt Detaljer...      | Sjirvani Muradov Ryssland     | Giorgi Gogsjelidze Georgien    | Xetaq Qazyumov Azerbajdzjan    |
| Supertungvikt Detaljer... | Bachtijar Achmedov Ryssland   | David Musuľbes Slovakien       | Disney Rodríguez Kuba          |
| Supertungvikt Detaljer... | Bachtijar Achmedov Ryssland   | David Musuľbes Slovakien       | Marid Mutalimov Kazakstan      |

### Grekisk-romersk
| Viktklass                 | Guld                         | Silver                         | Brons                          |
| Bantamvikt Detaljer...    | Nazir Mankijev Ryssland      | Rovsjan Bajramov Azerbajdzjan  | Roman Amojan Armenien          |
| Bantamvikt Detaljer...    | Nazir Mankijev Ryssland      | Rovsjan Bajramov Azerbajdzjan  | Park Eun-chul Sydkorea         |
| Fjädervikt Detaljer...    | Islambek Albijev Ryssland    | Nurbakyt Tengizbajev Kazakstan | Sheng Jiang Kina               |
| Fjädervikt Detaljer...    | Islambek Albijev Ryssland    | Nurbakyt Tengizbajev Kazakstan | Ruslan Tiumenbajev Kirgizistan |
| Lättvikt Detaljer...      | Steeve Guénot Frankrike      | Kanatbek Begalijev Kirgizistan | Michail Siamjonau Belarus      |
| Lättvikt Detaljer...      | Steeve Guénot Frankrike      | Kanatbek Begalijev Kirgizistan | Armen Vardanjan Ukraina        |
| Weltervikt Detaljer...    | Manutjar Kvirkvelia Georgien | Chang Yongxiang Kina           | Christophe Guenot Frankrike    |
| Weltervikt Detaljer...    | Manutjar Kvirkvelia Georgien | Chang Yongxiang Kina           | Javor Janakiev Bulgarien       |
| Mellanvikt Detaljer...    | Andrea Minguzzi Italien      | Zoltán Fodor Ungern            | Nazmi Avluca Turkiet           |
| Mellanvikt Detaljer...    | Andrea Minguzzi Italien      | Zoltán Fodor Ungern            | Ara Abrahamian Sverige         |
| Tungvikt Detaljer...      | Aslanbek Chusjtov Ryssland   | Mirko Englich Tyskland         | Marek Švec Tjeckien            |
| Tungvikt Detaljer...      | Aslanbek Chusjtov Ryssland   | Mirko Englich Tyskland         | Adam Wheeler USA               |
| Supertungvikt Detaljer... | Mijaín López Kuba            | Mindaugas Mizgaitis Litauen    | Yannick Szczepaniak Frankrike  |
| Supertungvikt Detaljer... | Mijaín López Kuba            | Mindaugas Mizgaitis Litauen    | Jurij Patrikejev Armenien      |

Noteringar
1. ↑  Vasyl Fedorysjyn från Ukraina tog ursprungligen silvermedaljen men diskvalificerades i april 2017 efter att ha testats positivt för turinabol då proverna testats om.[3]
2. ↑  Soslan Tigijev från Uzbekistan tog silvermedaljen men diskvalificerades 2016 efter att ha testats positivt för turinabol.[4]
3. ↑  Tajmuraz Tigijev från Kazakstan tog ursprungligen silvret men diskvalificerades 2016 efter att ha testats positivt för turinabol.[4]
4. ↑  Artur Tajmazov från Uzbekistan tog ursprungligen guldmedaljen men diskvalificerades i april 2017 efter att ha testats positivt för turinabol och stanozolol då proverna testats om.[3]
5. ↑  Vitali Rəhimov från Azerbajdzjan tog ursprungligen silvret men diskvalificerades 2016 efter att ha testats positivt för turinabol.[6]
6. ↑  Ara Abrahamian lade bronsmedaljen på brottningsmattan och lämnade prisutdelningen i protest mot domarskandalen i semifinalen, som han förlorade. Efter semifinalen lämnade Ara in en protest mot domaren Jean-Marc Petoud som inte togs emot av FILA. I ett möte den 16 augusti beslutade IOK att ta ifrån honom bronsmedaljen, efter att han hade "brutit mot den olympiska andan".[7]
7. ↑  Aset Mambetov från Kazakstan tog ursprungligen en bronsmedalj men diskvalificerades 2016 då hans omprover testats positivt för stanozolol.[6]
8. ↑  Chasan Barojev från Ryssland tog ursprungligen silvermedaljen men diskvalificerades 2016 efter att ha testats positivt för turinabol.[6]

Denna tabell: visa • redigera